# I violenti dell'Oregon
I violenti dell'Oregon (The Longhorn) è un film del 1951 diretto da Lewis D. Collins.
È un western statunitense con Bill Elliott, Myron Healey, Phyllis Coates e I. Stanford Jolley.

## Produzione
Il film, diretto da Lewis D. Collins su una sceneggiatura di Daniel B. Ullman, fu prodotto da Vincent M. Fennelly per la Frontier Pictures e girato nell'Iverson Ranch a Chatsworth, Los Angeles, California, dal 14 giugno a fine giugno 1951.

## Distribuzione
Il film fu distribuito con il titolo The Longhorn negli Stati Uniti dal 25 novembre 1951 al cinema dalla Monogram Pictures.
Altre distribuzioni:
- in Brasile (A Luta pela Glória)
- in Italia (I violenti dell'Oregon)

## Promozione
Le tagline sono:
- Bold, Blazing Saga!
- Filmed in Glorious SEPIA TONE
- Toughest of the cattle kings!